# James Barker
James Jeffrey Barker (ur. 6 listopada 1892 w Ilkeston, zm. 18 października 1947 w Birmingham) – brytyjski sprinter, uczestnik igrzysk olimpijskich.
Na igrzyskach w Sztokholmie wystartował w jednej konkurencji. W biegu na 100 metrów nie ukończył swojego biegu eliminacyjnego.
Barker był pięciokrotnym mistrzem hrabstwa Middlesex na 100 jardów w latach 1911-1914 i 1919; a także dwukrotnym mistrzem na 220 jardów w latach 1913-1914. W 1913 roku podczas mistrzostw krajowych na dystansie 100 jardów, uplasował się na drugim miejscu za Williamem Applegarthem, medalistą ze Sztokholmu. Jeszcze w tym samym roku Barker stał się sensacją, gdy w Berlinie pokonał na 100 metrów złotych medalistów olimpijskich w sztafecie, Applegartha i Victora d’Arcy.
Reprezentował barwy londyńskiego klubu Polytechnic Harriers. 
Rekordy życiowe:
- Bieg na 100 jardów – 10,2 (1913)
- Bieg na 100 metrów – 10,9 (1913)
- Bieg na 220 jardów – 23,4 (1913)